# Vägeröds naturreservat
Vägeröd är ett naturreservat i Skaftö socken i Lysekils kommun i Bohuslän.
Reservatet ligger på Skaftö strax sydost om Fiskebäckskil. Det är 121 hektar stort och fridlystes redan 1946. Det finns flera olika stigar i området och en av dem går på den Skaftös gamla landsväg som användes fram till 1930-talet (innan vägen drogs över Östersidan med bro över Sälvik). I sydvästra delen av området finns en damm som kallas Edsvattnet.
På höjderna dominerar kala hällmarker. I övrigt finns åkrar, havsstrandängar, träd- och buskbevuxna betesmarker. Områdets skog domineras av ek och bok. 
Inom området förekommer det rödlistade gräset råglosta liksom gullviva, blåsippa och slåttergubbe. Där växer även vätteros, murgröna, vildkaprifol liksom stor ärgmossa och örtlav. 
Inom reservatet finns en del registrerade fornlämningar i form av ett antal boplatser, ett röse, en 
fyndplats för flintföremål samt de välbevarade vägbankarna från den före detta landsvägen.
Området ingår sedan 2003 i EU:s ekologiska nätverk av skyddade områden, Natura 2000 och förvaltas av Västkuststiftelsen.

## Bilder

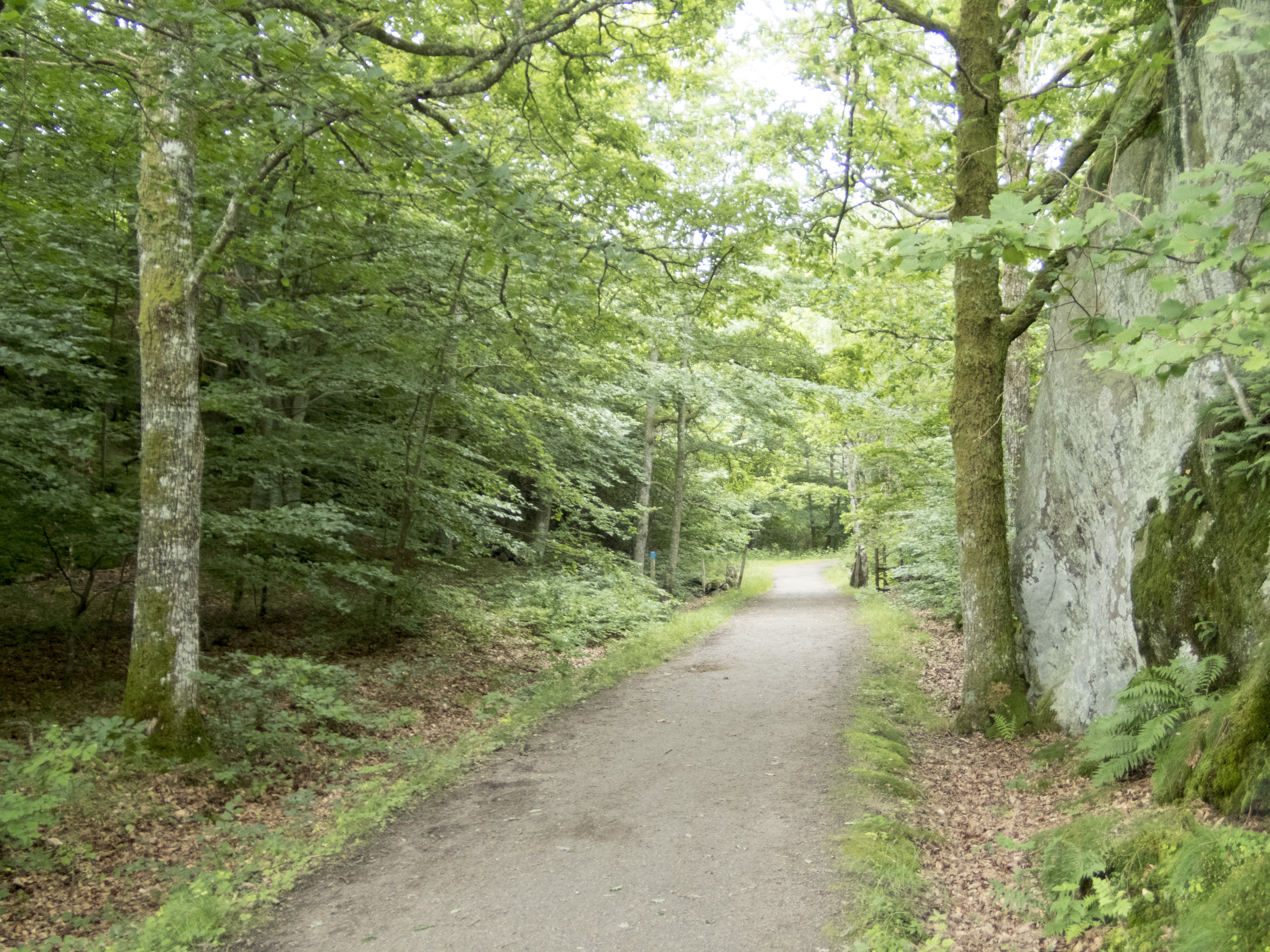
Landsvägen
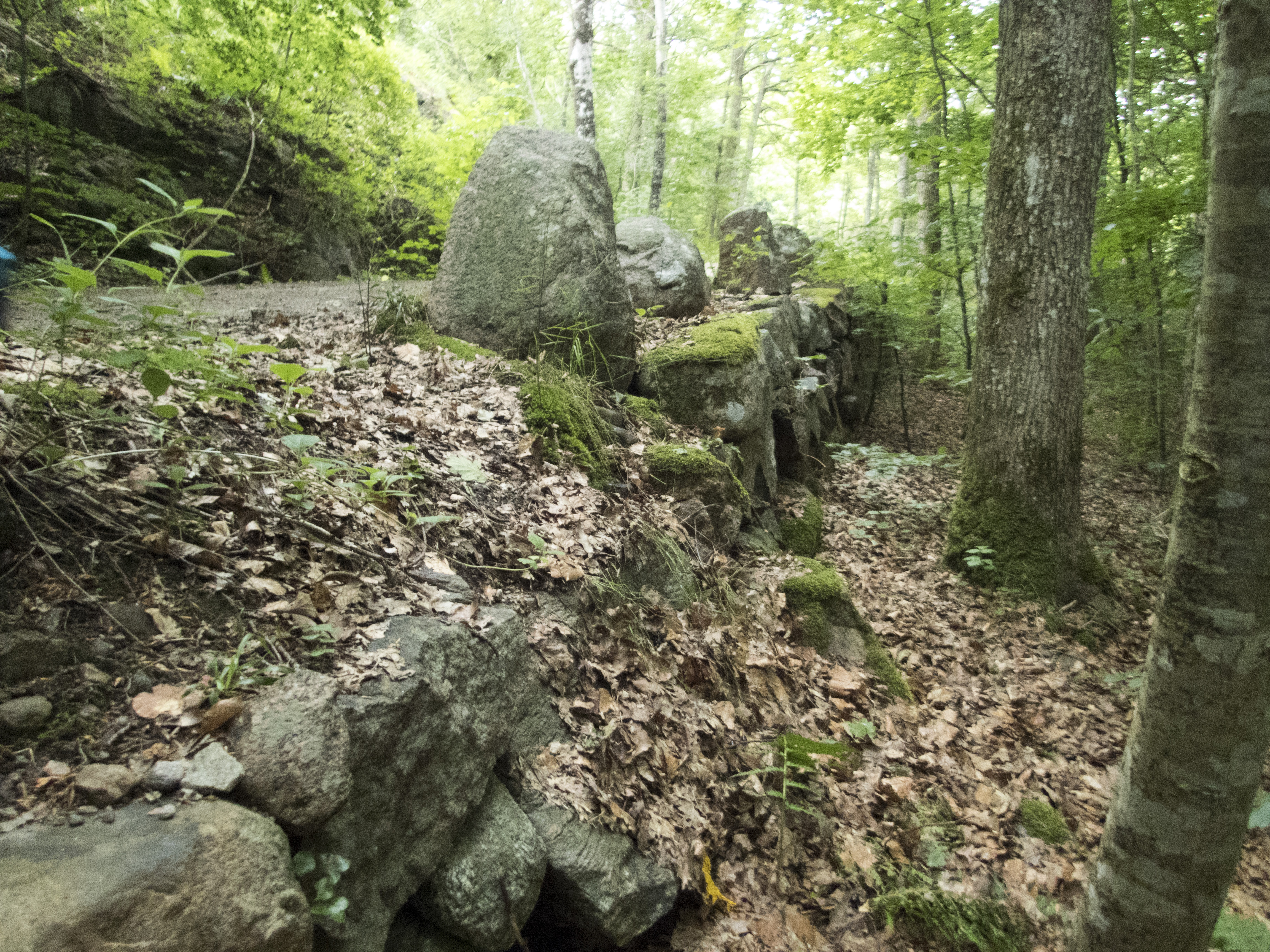
Vägbankarna
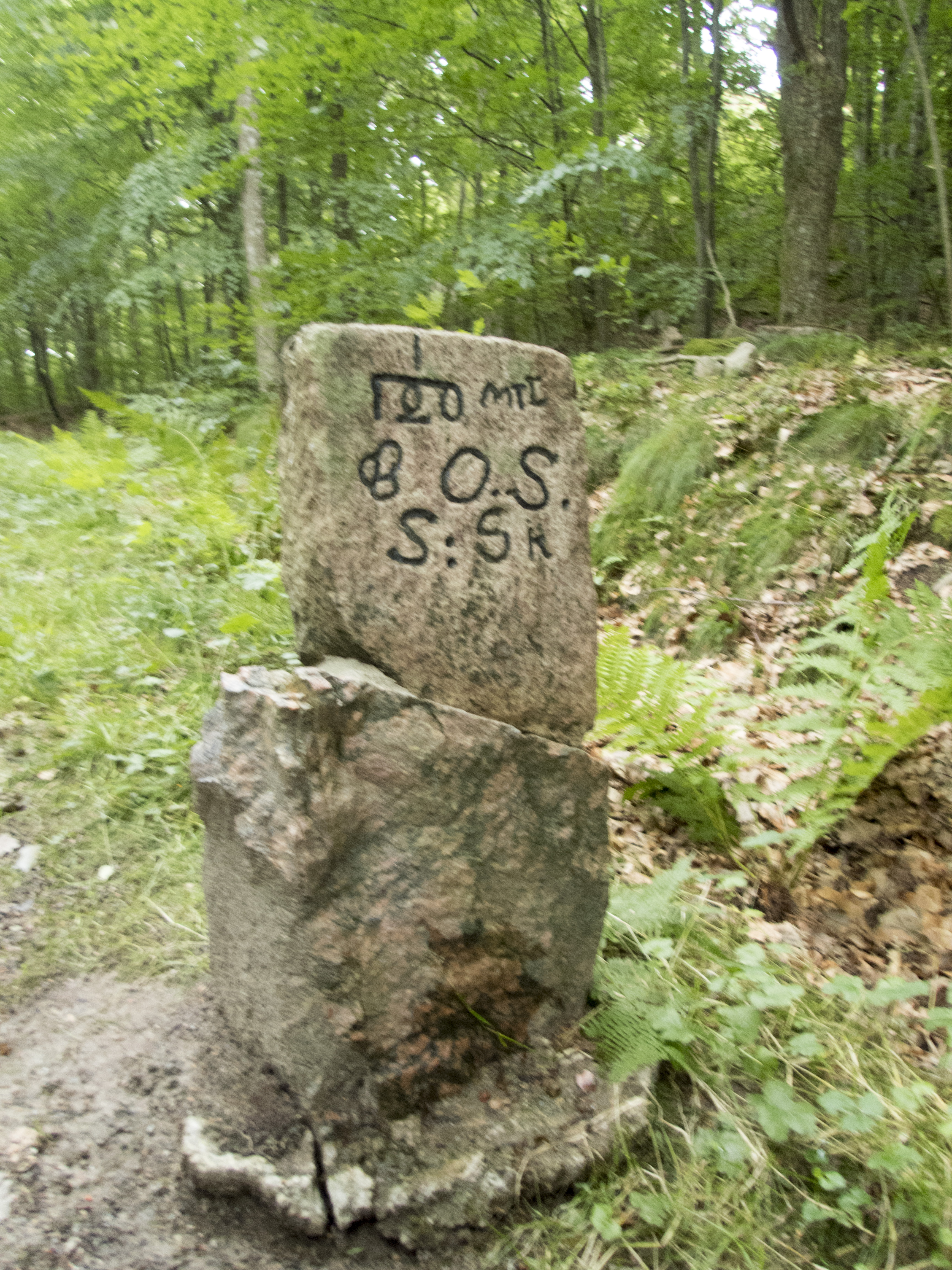
Milsten
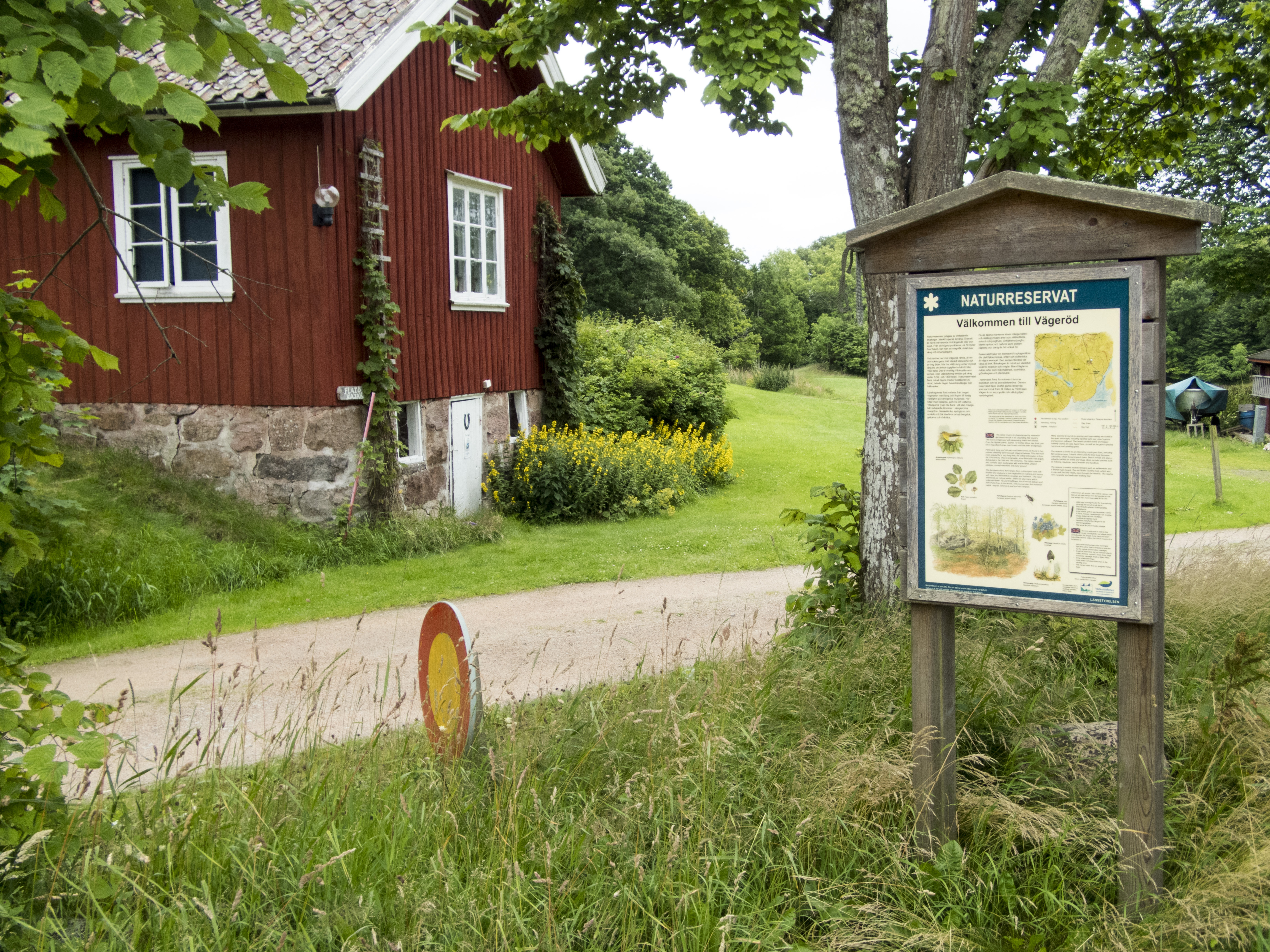
Entrén
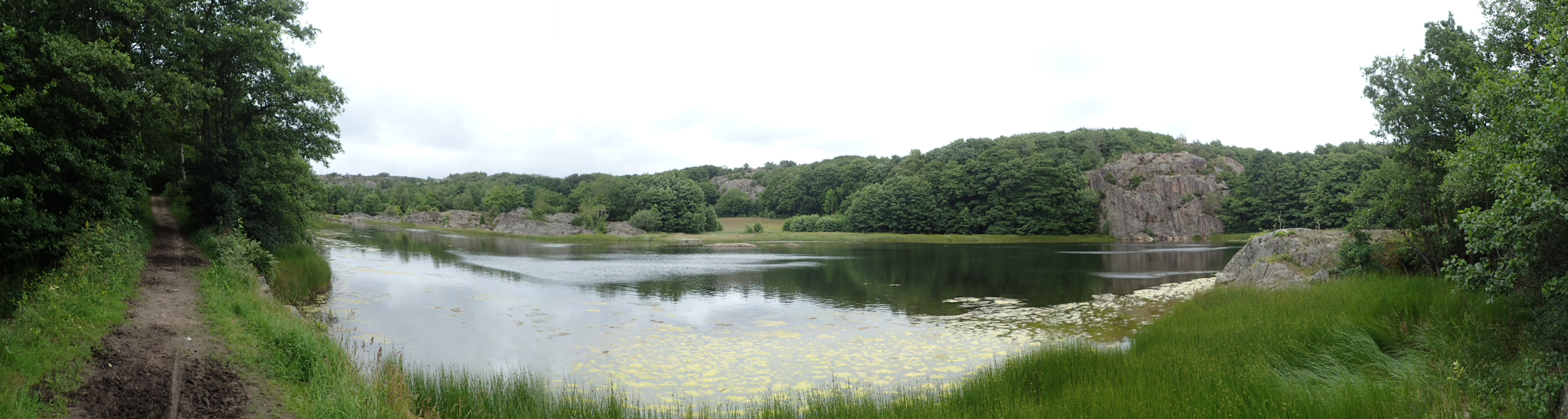
Panorama